# Speed (Pornofilm)
Speed ist ein US-amerikanischer Spielfilm-Porno des Regisseurs Brad Armstrong aus dem Jahr 2010 mit Jessica Drake in der Hauptrolle. Der Film wurde bei den AVN Awards 2011 unter anderem als "Best Feature" ausgezeichnet. Er gilt als Big-Budget-Action-Abenteuerfilm, der in der Welt der Motorrad-Club-Kultur von Kalifornien spielt.

## Handlung
Der Film handelt von der Rivalität zwischen vier verschiedenen L.A.-Motorrad-Clubs, welche alle von einer Frau angeführt werden. Jessica Drake hatte etwas zu viel Kick in ihrem Leben und hat dafür vier Jahre Knast kassiert. Als sie endlich freigelassen wird, hofft sie, bei ihrem Freund neue Energie tanken zu können. Dieser hat sich allerdings während ihrer Abwesenheit nach anderen Frauen umgesehen und so sucht sich Jessica ein neues soziales Umfeld.

## Auszeichnungen
- 2011: AVN Award – Best Feature[1]
- 2011: AVN Award – Best Director – Feature[1]
- 2011: AVN Award – Best DVD Extras[1]
- 2011: XBIZ Award – Feature Movie of the Year
- 2011: XBIZ Award – Best Cinematography
- 2011: XRCO Award – Best Epic
- 2011: XRCO Award – Most Outrageous DVD Extras
- 2011: Urban X Awards – Feature Movie Of The Year